# Lithobius acuminatus
Lithobius acuminatus är en mångfotingart som beskrevs av Henri W. Brölemann 1892. Lithobius acuminatus ingår i släktet Lithobius och familjen stenkrypare.
Artens utbredningsområde är Italien. Inga underarter finns listade i Catalogue of Life.